# روبرت دينيسون (سياسي)
روبرت دينيسون هو قاضي وسياسي أمريكي، ولد في 1697، وتوفي في 1795. انتخب عضو مجلس نواب كونيتيكت ‏ وانتخب عضو مجلس نواب نوفا سكوشا ‏.